# Joseph Charles Benziger
Joseph Charles Benziger (1762-1841) foi o fundador da editora católica que leva seu sobrenome. Ele foi presidente do condado austríaco de Feldkirch.

## Biografia
Ele nasceu em 1762 em Einsiedeln, Suíça. Em 1792, ele começou um pequeno negócio em artigos religiosos, mas logo sentiu os efeitos da Revolução Francesa. A invasão francesa da Suíça o forçou a fugir com sua família e, durante cerca de um ano, residiram em Feldkirch, na Áustria, onde nasceu seu filho mais velho, Charles. Em 1800 eles retornaram a Einsiedeln, que havia sido devastada por requisições de pilhagem e exército. Toda a fortuna modesta de Benziger se foi, mas com esforços redobrados, ele começou a reparar suas perdas e começou a trabalhar como livreiro. Ele foi nomeado presidente do condado, e seus sacrifícios financeiros e de crédito provaram ser de grande ajuda, especialmente durante a fome de 1817 Em 1833, seus filhos, Charles e Nicholas, o sucederam no negócio de venda de livros.